# 조석환 (권투 선수)
조석환(趙石煥, 1979년 10월 15일~)은 대한민국의 권투 선수, 지도자이다. 대한민국 국가대표 선수로 활약하여 2004년 하계 올림픽에서 페더급 동메달을 획득했다.